# We Are the Champions: Final Live in Japan
We Are the Champions: Final Live in Japan è una VHS live dei Queen pubblicata per la prima volta nel 1992, solo per il mercato Giapponese.

## Il video
Il concerto immortalato è quello tenuto dai Queen l'11 maggio 1985 a Tokyo nel "Yoyogi National Gymnasium" durante la loro penultima tournée, il The Works Tour.
Il titolo di questo video, tuttavia, non è del tutto corretto, in quanto questo non fu il vero ultimo concerto con la formazione classica (quella con Freddie Mercury alla voce e John Deacon al basso) tenuto dalla band in Giappone, ma ne seguirono altri due, ovvero a Nagoya (13 maggio) e ad Osaka (15 maggio).
Nel 2004 la videocassetta è stata ristampata in formato DVD, sempre solo per il mercato Giapponese.
La scaletta dei brani suonati al concerto è la stessa abitualmente eseguita nel "The Works Tour", sebbene sia su videocassetta che su DVD siano state escluse alcune canzoni effettivamente suonate quella serata.
Nel 2006 il DVD è stato nuovamente ristampato, ma con il nuovo titolo "Live in Japan 1985".

## Tracce
1. Tear It Up - 3:28 (*)
2. Tie Your Mother Down - 3:59
3. Under Pressure - 3:19
4. Somebody to Love - 3:52
5. Killer Queen - 2:26
6. Seven Seas of Rhye - 1:17
7. Keep Yourself Alive - 3:20
8. Liar - 2:07
9. It's a Hard Life - 10:16 (*)
10. Now I'm Here - 5:58
11. Is This The World We Created...? - 3:13
12. Love of My Life - 4:01
13. Another One Bites the Dust - 3:49
14. Hammer to Fall - 5:47 (*)
15. Crazy Little Thing Called Love - 5:31
16. Bohemian Rhapsody - 5:46
17. Radio Ga Ga - 5:40
18. I Want to Break Free - 3:18
19. Jailhouse Rock - 2:52
20. We Will Rock You - 3:17
21. We Are the Champions - 4:05
22. God Save the Queen - 1:01

## Formazione
Gruppo
- Freddie Mercury – voce, pianoforte, chitarra in Crazy Little Thing Called Love
- Brian May – chitarra, cori
- John Deacon – basso, cori
- Roger Taylor - batteria, cori

Altri musicisti
- Spike Edney – sintetizzatore, tastiere, cori, seconda chitarra

## Curiosità
- Nel retro-copertina non è indicato, ma il brano Tear It Up è preceduto dall'intro musicale di "Machines (or 'Back To Humans')"
- Nel retro-copertina è indicato che il brano 9 è It's a Hard Life, ma in realtà la traccia è composta da un'improvvisazione musicale abitualmente suonata dai Queen (a partire dal "Works Tour") e da loro denominata Impromptu, da It's a Hard Life ed infine da un'improvvisazione vocale di Freddie, con coinvolgimento del pubblico.
- Il brano Hammer To Fall è preceduto da un brevissimo intro del brano Mustapha, improvvisato da Freddie in duetto con il pubblico.